# Die ganze Woche
Die ganze Woche ist ein  österreichisches Unterhaltungsmagazin.

## Allgemeines
Die Illustrierte erscheint jeden Mittwoch, vor Feiertagen, die auf einen Tag zwischen Mittwoch und Freitag fallen, üblicherweise dienstags. Die Zeitschrift kann auch abonniert werden. Der Verkaufspreis liegt derzeit (Stand: Oktober 2022) seit der Ausgabe vom 25. Oktober 2022 bei 1,70 €.
Die ganze Woche ist laut der Österreichischen Auflagenkontrolle die auflagenstärkste Wochenzeitschrift des Landes, mit einer wöchentlichen Verkaufszahl von rund 255.000 Exemplaren (Stand: 2. Halbjahr 2021).

## Geschichte
Die Zeitschrift wurde seit dem 14. Februar 1985 von Kurt Falk herausgegeben. Seit dem Tod von Kurt Falk im Jahre 2005 wird die Zeitung von seinem Sohn Noah weitergeführt.

## Inhalt
Der Inhalt der Zeitschrift reicht von aktuellen österreichischen beziehungsweise internationalen, teils auch politischen Themen über Porträts und Schicksale von Personen bis hin zu Nachrichten über Sport und Prominente. Zudem gibt es Artikel über Natur, Garten, Haushalt, Reisen, eine Horoskopseite und auf den letzten Seiten eine Gesundheitsrubrik. In der Mitte der Zeitung befinden sich pro Ausgabe vier Doppelseiten mit Rätseln.
Der Zeitschrift liegt ein Fernsehprogrammheft namens TV Dabei bei, das jeweils vom Freitag nach Erscheinen bis zum darauffolgenden Donnerstag reicht. Mit aktuell 63 Kanälen (Stand: Jänner 2020) ist darin das Programm der meisten großflächig empfangbaren österreichischen und deutschsprachigen Fernsehsender sowie einzelner internationaler beziehungsweise Bezahlfernsehsender überwiegend ganztägig abgedruckt.
Am Ende jedes Jahres gibt es in der Mitte der Zeitschrift auf vier Wochen aufgeteilt einen Mondkalender samt einem von der schweizerisch-französischen Astrologin Elizabeth Teissier erstellten Jahreshoroskop für das folgende Kalenderjahr zum Herausnehmen.
Bisher sind von Der ganzen Woche in unregelmäßigen Abständen, etwa ein- bis zweimal jährlich, immer wieder Hefte zum Sammeln von Kochrezepten herausgegeben worden. Diese werden kostenlos per Post an die österreichischen Haushalte verteilt und weisen freie Stellen zum Einkleben der Rezepte auf. Die Rezepte finden sich anschließend über mehrere Wochen hinweg in der Kaufzeitschrift zum Ausschneiden.